# Курейка (річка)
Куре́йка (також відома як Лю́ма, Ну́ма) — річка у Середньому Сибіру, на Крайній Півночі Росії, протікає по території Евенкійського, Таймирського та Туруханського районів Красноярського краю. Права, одна із найпівнічніших великих приток річки Єнісей. Належить до водного басейну Карського моря.

## Назва
Назва «курейка» може походити від північноросійського наріччя кур'я — «заплава», «протока». Допускається також зв'язок із евенк. курейка — «дикий олень», ймовірно також, через назву відомого евенського роду куре, який проживав на правих притоках пониззя Єнісею.

## Географія
Гірська річка, тече майже на всьому протязі по північній частині Середньосибірського плоскогір'я в глибокій, вузькій долині, із численними тіснинами, порогами, водоспадами, швидкими перекатами. Довжина — 888 км, площа басейну — 44 700 км². Найбільший водоспад, Великий Курейський, має висоту — 13 м.
Бере свій початок на схилах плато Путорана (Середньосибірське плоскогір'я), тече по території Красноярського краю на південь, далі — після впадіння річки Ядун, круто повертає на північ, протікаючи через вузькі, довгі озера, зокрема озеро Анама. Після впадіння у неї річки Ягталі, Курейка повертає на південний захід, тече через озеро Дюпкун та водосховище Курейської ГЕС і впадає у Єнісей із правого берега, навпроти однойменного села Курейка. Ширина річки в районі гирла — близько 1 км.
За 101 км від гирла розташована Курейська ГЕС і селище енергетиків Світлогорськ. Судноплавна від гирла до селища Світлогорськ.

## Гідрологія
Живлення річки, головним чином — снігове. Середня швидкість течії коливається від 0,7-0,9 м/с у широкому річищі, проточних озерах та водосховищі і до 1,2-1,9 м/с у тіснинах і перекатах.
Замерзає в середині жовтня, розкривається в кінці травня — початку червня. Повінь з кінця травня  — початку червня по серпень. Льодохід восени близько 20 днів, навесні — 7, супроводжується заторами.
Середньорічна витрата води у гирлі близько 664 м³/с, за 98 км від гирла становить 625,14 м³/с (максимальна середньомісячна — 2 692,47 м³/с), за 311 км від гирла — 359,56 м³/с.
Нижче наводиться діаграма середньомісячної витрати води за 40 років спостережень (з 1936 по 1992 роки) з контрольно-вимірювальної станції у селищі Світлогорськ, за 98 км від гирла (70% водозбору).

## Притоки
Річка Курейка приймає біля сотні різноманітних приток. Найбільші із них (від витоку до гирла):
| Назва притоки           | Довжина,(км) | Площа водозбірного басейну,(км²) | Відстань від гирла Курейки,(км) | Витрата води,(м³/с) |
| ліві притоки            | ліві притоки | ліві притоки                     | ліві притоки                    | ліві притоки        |
| ----------------------- | ------------ | -------------------------------- | ------------------------------- | ------------------- |
| Гонгда (Ліва Гонгда)    | 128          | 2 000                            | 747                             |                     |
| Ядун                    | 93           | 1 720                            | 666                             |                     |
| Енде                    | 172          | 2 830                            | 274                             |                     |
| праві притоки           |              |                                  |                                 |                     |
| Бельдунчана (Догальдин) | 195          | 4 440                            | 646                             |                     |
| Ягталі                  | 73           | 3 550                            | 467                             |                     |
| Велика Кожарка          | 100          | 1 150                            | 40                              |                     |

## Населенні пункти
Береги Курейки малозаселені. Тут розташовано кілька невеликих населених пунктів, покинутих своїми мешканцями. Чи не єдине поселення із постійними жителями — селище енергетиків Світлогорськ та село Курейка, розташоване на лівому березі Єнісею, навпроти гирла річки.